# Nghiệm pháp sun
Nghiệm pháp nhăn da (O'Riain hoặc Leukens) là một nghiệm pháp thử chức năng thần kinh ngoại biên. Các ngón tay được đặt trong nước ấm trong khoảng 10 phút. Nếu các ngón tay không nhăn, đây là một dấu hiệu của sự mất dây thần kinh.